# Nawalparasi (dystrykt)

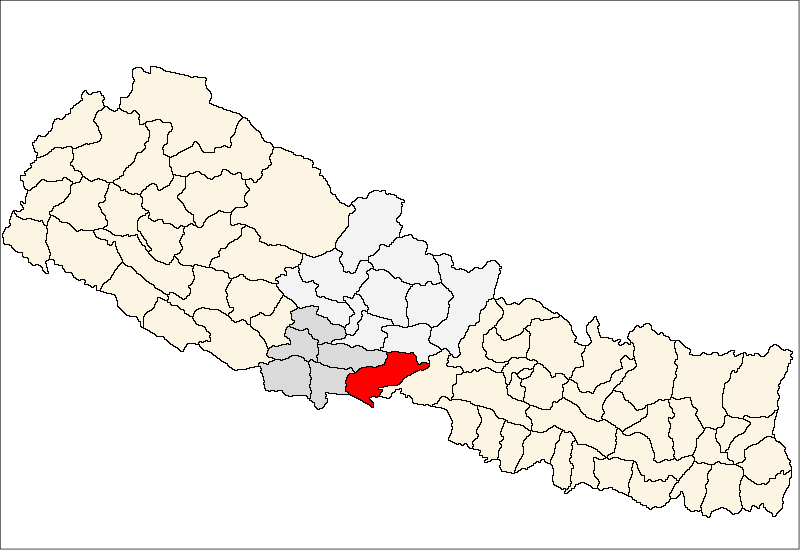
Dystrykt Nawalparasi

Dystrykt Nawalparasi (nep. नवलपरासी) – jeden z siedemdziesięciu pięciu dystryktów Nepalu. Leży w strefie Lumbini. Dystrykt ten zajmuje powierzchnię 2162 km², w 2001 r. zamieszkiwało go 562 870 ludzi. Stolicą jest Parasi.